# 吉良町小山田
吉良町小山田（きらちょうおやまだ）は、愛知県西尾市の地名。

## 地理

### 河川・池沼
- 矢崎川

### 施設
- 小山田集落センター
- 神明社
- 波城跡
- 岩場古墳
- 吉良カントリークラブ

## 歴史

### 地名の由来
小山と称する山の麓に開拓された田であることによる。

### 沿革
- 江戸時代 - 三河国幡豆郡小山田村として所在[1]。
- 1889年（明治22年） - 市制町村制による小山田村となる[2]。
- 1890年（明治23年） - 保定村大字小山田となる[2]。
- 1906年（明治39年） - 吉田村大字小山田となる[2]。
- 1924年（大正13年） - 吉田町大字小山田となる[2]。
- 1955年（昭和30年） - 吉良町大字小山田となる[2]。
- 2011年（平成23年）4月1日 - 幡豆郡吉良町大字小山田が西尾市吉良町小山田となる[WEB 6]。

### 人口の変遷
国勢調査による人口および世帯数の推移。
| 1995年（平成7年）  | 137世帯 602人 |  |
| 2000年（平成12年） | 142世帯 554人 |  |
| 2005年（平成17年） | 149世帯 529人 |  |
| 2010年（平成22年） | 136世帯 491人 |  |
| 2020年（令和2年）  | 140世帯 405人 |  |

### WEB
1. 1 2  総務省統計局 (2022年2月10日). “令和2年国勢調査の調査結果(e-Stat) - 男女別人口，外国人人口及び世帯数－町丁・字等” (CSV). 2023年8月2日閲覧。
2. ↑  “愛知県西尾市の町丁・字一覧”.   人口統計ラボ. 2023年12月31日閲覧。
3. ↑  “読み仮名データの促音・拗音を小書きで表記するもの(zip形式) 愛知県” (zip).   日本郵便 (2024年2月29日). 2024年3月26日閲覧。
4. ↑  “市外局番の一覧” (PDF).   総務省 (2022年3月1日). 2022年3月22日閲覧。
5. ↑  “ナンバープレートについて”.   一般社団法人愛知県自動車会議所. 2024年1月21日閲覧。
6. ↑  “愛知県西尾市の郵便番号一覧”.   日本郵便. 2023年12月28日閲覧。
7. ↑  総務省統計局 (2014年3月28日). “平成7年国勢調査の調査結果(e-Stat) - 男女別人口及び世帯数 －町丁・字等” (CSV). 2021年7月20日閲覧。
8. ↑  総務省統計局 (2014年5月30日). “平成12年国勢調査の調査結果(e-Stat) - 男女別人口及び世帯数 －町丁・字等” (CSV). 2021年7月20日閲覧。
9. ↑  総務省統計局 (2014年6月27日). “平成17年国勢調査の調査結果(e-Stat) - 男女別人口及び世帯数 －町丁・字等” (CSV). 2021年7月21日閲覧。
10. ↑  総務省統計局 (2012年1月20日). “平成22年国勢調査の調査結果(e-Stat) - 男女別人口及び世帯数 －町丁・字等” (CSV). 2021年7月21日閲覧。

### 書籍
1. 1 2  「角川日本地名大辞典」編纂委員会 1989, p. 343.
2. 1 2 3 4 5  「角川日本地名大辞典」編纂委員会 1989, p. 344.